# Фрігій
Фрігій (дав.-гр. Φρύγιος), син Нелея — напівлегендарний цар давньогрецького міста Мілет.
Попри те, що був сином Нелея, став царем лише після того, як владою йому поступився небіж Фобій. Уклав мир із сусіднім Міунтом — за переказами, щоб виконати волю Пієрії з Міунта, в яку закохався до нестями на святі Артеміди.